# 足音 〜Be Strong
『足音 〜Be Strong』（あしおと ビー・ストロング）は、日本のバンド・Mr.Childrenの35枚目のシングル。2014年11月19日にトイズファクトリーより発売された。

## 背景とリリース
通常盤のみの1形態で発売。アートディレクターはRelia Slaby。
シングルの発売は配信限定の『放たれる』以来約半年ぶり、CDシングルとしては34thシングル『祈り 〜涙の軌道/End of the day/pieces』以来約2年半ぶりにリリースされた。なお、その「放たれる」は本作B面として収録されており、配信限定シングルがカップリングとして収録されるのは本作が初となった。
桜井和寿はこのシングルについて「Mr.Childrenが（アルバム『REFLECTION』の中から）一番最初にこの曲を世に出すときに、どの曲でシングルを出していくかっていうのはものすごく迷った」、「（アルバムに収録予定の新曲のうち）本当にごく絞られた、より大衆寄りの3曲」と語っている。
本楽曲から、デビュー以前よりプロデュースしてきた小林武史が外れてセルフプロデュースとなったが、2022年発表の楽曲「永遠」の楽曲制作に小林が加わり、Mr.Childrenの楽曲制作に小林が携わるのは約7年ぶりとなった。
18thアルバム『REFLECTION』の初回限定盤付属DVDに収録されているドキュメンタリー映像『RECORDING of REFLECTION｛Drip｝&｛Naked｝』では、本楽曲のレコーディングの模様を一部観ることが出来る。

## チャート成績
オリコン週間シングルランキングではSexy Zoneの「君にHITOMEBORE」に阻まれ、初登場2位となった。その結果、1994年発売の5thシングル『innocent world』より継続していた連続首位記録が30作で途切れた。Mr.Childrenのシングルがオリコン1位を獲得できなかったのは、1993年発売の4thシングル『CROSS ROAD』以来21年ぶりとなった。初週11.5万枚、累計売上は17.5万枚。
Billboard JAPAN Hot 100では、前述のSexy Zoneが発売したミュージックカードが集計対象外のため、登場4週目のMr.Childrenが週間1位を獲得した。
2024年4月、表題曲「足音 〜Be Strong」の総ストリーム数が5000万回を突破し、日本レコード協会よりゴールド認定を獲得した。

## 収録曲
| 全作詞・作曲: 桜井和寿。 |                                                                     |           |            |                        |      |
| #                        | タイトル                                                            | 作詞      | 作曲・編曲 | 編曲                   | 時間 |
| 1.                       | 「足音 〜Be Strong」(弦編曲：桜井和寿・四家卯大)                    | 桜井和寿  | 桜井和寿   | Mr.Children            | 5:02 |
| 2.                       | 「放たれる」(弦編曲：桜井和寿・四家卯大)                            | 桜井和寿  | 桜井和寿   | 小林武史 & Mr.Children | 5:36 |
| 3.                       | 「Melody」(弦編曲：桜井和寿・四家卯大 / 管編曲：小林武史・山本拓夫) | 桜井和寿  | 桜井和寿   | 小林武史 & Mr.Children | 5:02 |
| 合計時間:                | 合計時間:                                                           | 合計時間: | 15:41      |                        |      |

## 楽曲解説
1. 足音 〜Be Strong
  - フジテレビ系月9ドラマ・東宝系配給映画『信長協奏曲』主題歌[10][11]。2025年には住友生命「あなたは、つづく。足音 ～Be Strong篇」CMソングに起用されている。「Everything (It's you)」や「終わりなき旅」のような曲をというオファーを受けて制作を開始した[12]。ドラマサイドからの熱烈なオファーを受け[13]、2010年放送の『コード・ブルー -ドクターヘリ緊急救命- 2nd season』の主題歌の「HANABI」以来、約3年9か月ぶりに5度目の「月9」枠での主題歌を担当した。
  - この曲はMr.Childrenの楽曲としては初のセルフプロデュース楽曲となっている。桜井和寿は「『新しいMr.Children』っていうものーそれは音楽的な部分もそうだし、マネジメントの部分もそうだし、小林武史さんがメインでプロデュースするんじゃない形でMr.Childrenをやっていきたいっていうことに今年[注 2]からなっていって、新しいMr.Childrenを聴かせる一番最初の曲になるだろうという中で〈中略〉Mr.Childrenが新しい一歩を踏み出すんだっていう歌になっちゃった」と語っている[14]。また、本曲のキーボードはかつてサポートメンバーを務めていたSUNNYが担当した[注 3]。
  - 元々、「ノブナガ」という主題歌に向けた楽曲（のちに「Starting Over」となる楽曲）を制作していたが、メンバーやスタッフ全員が納得するに至らずレコーディングは中断され、その翌日に新たに桜井の頭に浮かんだ楽曲。サブタイトルの「～Be Strong」は、「ノブナガ」がのちに「Be Strong」という楽曲になったため、その楽曲の歌詞の世界観が一部継承されたことによるものである[15]。
  - CDに収録されている音源とミュージック・ビデオの音源とでは細部が微妙に異なる。
  - ミュージック・ビデオが制作されており、ライブ・ビデオ『Mr.Children DOME & STADIUM TOUR 2017 Thanksgiving 25』に収録されている。監督は関根光才が務めた。静岡県浜松市の中田島砂丘でロケが行われた。メンバーの他に村上淳・畠山彩奈らが出演している。
2. 放たれる
  - 6th配信限定シングル。今回が初CD化となり、CD化に当たってリマスタリングが施されている。
  - 18thアルバム『REFLECTION』に収録されているが、USBアルバムの {Naked} のみの収録となっている。
3. Melody
  - コーセー「エスプリーク」CMソング[16]。
  - 発売前に開催したファンクラブ限定ツアーで先行披露された。
  - 「放たれる」とは異なり、こちらは純粋なカップリング曲だが18thアルバム『REFLECTION』には {Naked} と {Drip} の両盤に収録された。カップリング曲としては31stシングル『旅立ちの唄』に収録されている「羊、吠える」以来のオリジナルアルバム収録となる。
  - 桜井は「ポップ一直線で作った曲」「この曲は、自分の声の強さだったり、優しく歌えない部分が嫌だなと思っていた中で生まれたんです」と語っている[17]。

## 参加ミュージシャン
- Mr.Children
  - 桜井和寿：Vocal & Guitar
  - 田原健一：Guitar
  - 中川敬輔：Bass
  - 鈴木英哉：Drums
- SUNNY：Keyboards(＃1)
- 四家卯大ストリングス：Strings(＃1 - 3)
- 四家卯大：Strings(＃1 - #3)
- 沖祥子：Strings(＃1 - #3)
- 小林武史：Keyboards(＃2,#3)
- 山本拓夫：Sax(＃3)
- 西村浩二：Trumpet(＃3)
- 村田陽一：Trombone(＃3)
- 安達練：Computer Programing(＃2,＃3)

## テレビ出演
バンドとしてのテレビ出演は約2年ぶりとなった。
| 番組名                                       | 日付           | 放送局     | 演奏曲                                           |
| -------------------------------------------- | -------------- | ---------- | ------------------------------------------------ |
| ミュージックステーション                     | 2014年11月21日 | テレビ朝日 | 足音 〜Be Strong Melody                          |
| 日テレ系音楽の祭典 ベストアーティスト2014    | 2014年11月26日 | 日本テレビ | 足音 〜Be Strong                                 |
| SONGS                                        | 2014年11月29日 | NHK        | 名もなき詩 口笛 足音 〜Be Strong Melody 放たれる |
| 2014 FNS歌謡祭                               | 2014年12月3日  | フジテレビ | 足音 〜Be Strong 斜陽                            |
| ミュージックステーション スーパーライブ 2014 | 2014年12月26日 | テレビ朝日 | 365日 足音 〜Be Strong                           |

## ライブ映像作品
足音 ～Be Strong
| 作品名                                               |
| ---------------------------------------------------- |
| Mr.Children REFLECTION {Live & Film}                 |
| Mr.Children Stadium Tour 2015 未完                   |
| Mr.Children DOME & STADIUM TOUR 2017 Thanksgiving 25 |

放たれる
Melody
| 作品名                               |
| ------------------------------------ |
| Mr.Children REFLECTION {Live & Film} |

## 収録アルバム
- 『REFLECTION {Naked}』 (#1 - #3)
- 『REFLECTION {Drip}』  (#1, #3)
- 『Mr.Children 2003-2015 Thanksgiving 25』 (#1)
- 『Mr.Children 2011-2015』（#1 - #3）